# New Mexico Army National Guard
La New Mexico Army National Guard è una componente della Riserva militare della New Mexico  National Guard, inquadrata sotto la U.S. National Guard. Il suo quartier generale è situato presso la città di Santa Fe.

## Organizzazione
Attualmente, al 2024, sono attivi i seguenti reparti :

### Joint Forces Headquarters
- JFHQ, Army Element
- Medical Detachment
- Recruiting & Retention Battalion
- 64th Civil Support Team (WMD) - Rio Rancho

### 93rd Troop Command
- Headquarters & Headquarters Company - Santa Fe
- 44th Army Band - Albuquerque
- 1954th Contingency Contracting Team - Rio Rancho
- 1st Battalion, 200th Infantry Regiment - Sotto il controllo operativo della 41st Infantry Brigade Combat Team, Oregon Army National Guard
  -  Headquarters & Headquarters Company (-) - Las Cruces
    - Detachment 2, HHB, 2nd Battalion, 218th Field Artillery Regiment - Las Cruces

  -  Company A - Rio Rancho
  -  Company B - Rio Rancho
  -  Company C (-) - Las Cruces
    - Detachment 1 - Rio Rancho

  -  Company D (Weapons) - Espanola
  -  Company I, 141st Brigade Support Battalion - Las Cruces
- Aviation Operations Facility #1 - Las Cruces International Airport
- Aviation Support Facility #1 - Santa Fe Municipal Airport
- Company G (-) (MEDEVAC), 1st Battalion, 168th Aviation Regiment (General Support) - Santa Fe MAP - Equipaggiato con 6 UH-60L 
  - Detachment, Company D
  - Detachment, Company E
- Company C (-), 3rd Battalion, 140th Aviation Regiment - Las Cruces IAP - Equipaggiata con 4 UH-72A
- Detachment 6, Company A, 2nd Battalion, 245th Aviation Regiment - Santa Fe MAP - Equipaggiato con 1 C-12
- Detachment 44, Operational Support Airlift Command
- 226th Military Police Battalion
  - Headquarters & Headquarters Detachment - Farmington
  -  126th Military Police Company - Albuquerque
  -  919th Military Police Company - Albuquerque

### 111th Sustainment Brigade
- Headquarters & Headquarters Company - Rio Rancho
- Special Troops Battalion
  -  Headquarters & Headquarters Company - Rio Rancho
  -  3631st Signal Network Company - Rio Rancho
  -  1209th Area Support Medical Company - Albuquerque
- 515th Combat Sustainment Support Battalion
  -  Headquarters & Headquarters Company - Roswell
  -  642nd Support Maintenance Company - Clovis
  -  920th Engineer Company (Horizontal construction) - Roswell
- 615th Transportation Battalion
  -  Headquarters & Headquarters Company - Temple
  -  720th Transportation Company (Medium Truck) - Las Vegas
  -  1115th Transportation Company (Medium Truck EAB LH) - Albuquerque